# (4381) Uenohara
(4381) Uenohara (1989 WD1) – planetoida z pasa głównego asteroid okrążająca Słońce w ciągu 5,26 lat w średniej odległości 3,02 j.a. Odkryta 22 listopada 1989 roku.